# Phalaris platensis
Phalaris platensis är en gräsart som beskrevs av Johannes Jan Theodoor Henrard och Heukels. Phalaris platensis ingår i släktet flenar, och familjen gräs. Inga underarter finns listade i Catalogue of Life.